# Daniel Kurovský
Daniel Kurovský (* 4. března 1998 v Karviné) je český hokejový útočník a reprezentant. V současnosti hraje za extraligový klub HC Oceláři Třinec.

## Hráčská kariéra
Rodák z Karviné začínal s hokejem ve čtyřech letech za mládežnický tým SK Karviná. V páté třídě přešel do Havířovského klubu, tehdy ještě pod starým názvem HC Havířov Panthers. Dorostenecký hokej nastartoval v nové éře Havířovského hokeje pod novým názvem HC AZ Havířov 2010. Postupem časů pokračoval se zabydlel v mladším dorostu, později ve starším dorostu, a v ročníku 2014/15 debutoval jak v juniorské nižší soutěži, tak i v seniorském hokeji. 19. listopadu 2014 odehrál svůj první zápas za A-tým mužů proti Dukelské Jihlavě, v zápase si připsal jeden minusový bod za pobyt na ledě (+/-). Ročník 2014/15 hrával častěji v nedaleké Ostravě, jelikož AZ Havířov nemá juniorský tým v nejvyšší soutěži, hrával a sbíral zkušenosti v juniorském týmu HC Vítkovice Steel. V nejvyšší juniorské soutěži měl nadprůměr bod na zápas, za skvělé výkony v první sezoně v nejvyšší juniorské soutěži, byl nominován na mistrovství světa do 18 let. V MS-18 odehrál pět utkání, ve kterých zaznamenal tři kanadské body (1+2). V létě 2016 měl být draftován do NHL, nakonec nebyl ze žádných klubů draftován. Draftu se dočkal pouze ze soutěže KHL, klub Neftěchimik Nižněkamsk si ho vybral ze 4. kola (celkově ze 104. místa). Poté, co nebyl draftován v NHL, začal se připravovat na novou sezonu 2016/17 s Vítkovickým klubem, nejprve byl v týmu na zkoušku, po zkoušce se zabydlel ve Vítkovickém týmu jak v seniorské kategorii, tak i v juniorské. V průběhu ročníku vypomáhal i prvoligovému týmu HC AZ Havířov 2010, jak v základní části, tak hlavně i v playout. V posledním zápase playout, vstřelil v zápase proti Mostu branku a tím pomohl k vysoké výhře Azetu 7:2, dvěma střelenými brankami. Od června 2020 působí v klubu HC Oceláři Třinec, kde v sezoně 2020/2021 získal mistrovský titul.

## Prvenství

### 1.ČHL
- Debut - 19. listopadu 2014 (HC AZ Havířov 2010 proti HC Dukla Jihlava)[4]
- První asistence - 14. ledna 2015 (SK Kadaň proti HC AZ Havířov 2010)
- První gól - 25. února 2017 (HC AZ Havířov 2010 proti HC Most, českému brankáři Patriku Spěšnému)

### ČHL
- Debut - 9. září 2016 (HC Vítkovice Ridera proti HC Sparta Praha)
- První asistence - 16. září 2016 (HC Vítkovice Ridera proti Mountfield HK)
- První gól - 3. března 2017 (HC Oceláři Třinec proti HC Vítkovice Ridera, slovenskému brankáři Peteru Hamerlíkovi)

## Klubová statistika
| Sezóna         | Klub                   | Soutěž         |     | Základní část | Základní část | Základní část | Základní část | Základní část |   | Play off | Play off | Play off | Play off | Play off |
| Sezóna         | Klub                   | Soutěž         | Z   | G             | A             | B             | TM            | Z             | G | A        | B        | TM       |          |          |
| 2010–11        | HC AZ Havířov 2010 16  | ČHL-16         | 2   | 1             | 0             | 1             | 0             | —             | — | —        | —        | —        |          |          |
| 2011–12        | HC AZ Havířov 2010 16  | ČHL-16         | 25  | 3             | 6             | 9             | 18            | —             | — | —        | —        | —        |          |          |
| 2012–13        | HC AZ Havířov 2010 16  | ČHL-16         | 34  | 19            | 14            | 33            | 23            | —             | — | —        | —        | —        |          |          |
| 2012–13        | HC AZ Havířov 2010 18  | ČHL-18         | 2   | 0             | 1             | 1             | 0             | —             | — | —        | —        | —        |          |          |
| 2013–14        | HC AZ Havířov 2010 16  | ČHL-16         | 26  | 25            | 14            | 39            | 20            | —             | — | —        | —        | —        |          |          |
| 2013–14        | HC AZ Havířov 2010 18  | ČHL-18         | 31  | 10            | 6             | 16            | 12            | 3             | 0 | 0        | 0        | 0        |          |          |
| 2014–15        | HC AZ Havířov 2010 18  | ČHL-18         | 41  | 28            | 16            | 44            | 46            | —             | — | —        | —        | —        |          |          |
| 2014–15        | HC AZ Havířov 2010 20  | 1.ČHL-20       | 8   | 4             | 5             | 9             | 4             | —             | — | —        | —        | —        |          |          |
| 2014–15        | HC AZ Havířov 2010     | 1.ČHL          | 4   | 0             | 1             | 1             | 0             | —             | — | —        | —        | —        |          |          |
| 2015–16        | HC AZ Havířov 2010 18  | ČHL-18         | 11  | 9             | 6             | 15            | 6             | —             | — | —        | —        | —        |          |          |
| 2015–16        | HC AZ Havířov 2010 20  | 1.ČHL-20       | 1   | 2             | 2             | 4             | 2             | —             | — | —        | —        | —        |          |          |
| 2015–16        | HC Vítkovice Ridera 20 | ČHL-20         | 29  | 19            | 17            | 36            | 34            | 10            | 4 | 5        | 9        | 14       |          |          |
| 2015–16        | HC AZ Havířov 2010     | 1.ČHL          | 4   | 0             | 0             | 0             | 4             | 2             | 0 | 0        | 0        | 0        |          |          |
| 2016–17        | HC Vítkovice Ridera 20 | ČHL-20         | 7   | 7             | 4             | 11            | 2             | —             | — | —        | —        | —        |          |          |
| 2016–17        | HC Vítkovice Ridera    | ČHL            | 20  | 1             | 1             | 2             | 4             | —             | — | —        | —        | —        |          |          |
| 2016–17        | HC AZ Havířov 2010     | 1.ČHL          | 7   | 0             | 1             | 1             | 6             | —             | — | —        | —        | —        |          |          |
| 2017–18        | HC Vítkovice Ridera    | ČHL            | 43  | 7             | 4             | 11            | 34            | 3             | 0 | 0        | 0        | 4        |          |          |
| 2017–18        | HC AZ Havířov 2010     | 1.ČHL          | 13  | 3             | 9             | 12            | 26            | 1             | 0 | 0        | 0        | 4        |          |          |
| 2018–19        | HC Vítkovice Ridera    | ČHL            | 3   | 0             | 0             | 0             | 2             | —             | — | —        | —        | —        |          |          |
| 2018–19        | HC AZ Havířov 2010     | 1.ČHL          | 7   | 2             | 2             | 4             | 0             | —             | — | —        | —        | —        |          |          |
| 2019–20        | HC Vítkovice Ridera    | ČHL            | 16  | 2             | 0             | 2             | 4             | —             | — | —        | —        | —        |          |          |
| 2020–21        | HC Oceláři Třinec      | ČHL            | 34  | 3             | 6             | 9             | 20            | 15            | 1 | 2        | 3        | 8        |          |          |
| 2020–21        | HC Frýdek-Místek       | 1.ČHL          | 10  | 4             | 2             | 6             | 10            | —             | — | —        | —        | —        |          |          |
| 2021–22        | HC Oceláři Třinec      | ČHL            | 7   | 2             | 0             | 2             | 2             | —             | — | —        | —        | —        |          |          |
| 2021–22        | HC Frýdek-Místek       | 1.ČHL          | 8   | 5             | 2             | 7             | 4             | 2             | 0 | 0        | 0        | 0        |          |          |
| 2022–23        | HC Oceláři Třinec      | ČHL            | 45  | 4             | 3             | 7             | 26            | 22            | 4 | 2        | 6        | 6        |          |          |
| 2023–24        | HC Oceláři Třinec      | ČHL            | 47  | 11            | 9             | 20            | 20            | 12            | 1 | 2        | 3        | 4        |          |          |
| 2024–25        | HC Oceláři Třinec      | ČHL            | 49  | 15            | 5             | 20            | 45            | 9             | 2 | 3        | 5        | 2        |          |          |
| Celkem v ČHL   | Celkem v ČHL           | Celkem v ČHL   | 264 | 45            | 28            | 73            | 157           | 61            | 8 | 9        | 17       | 24       |          |          |
| Celkem v 1.ČHL | Celkem v 1.ČHL         | Celkem v 1.ČHL | 53  | 14            | 14            | 28            | 50            | 8             | 2 | 0        | 2        | 6        |          |          |

## Reprezentace
| Rok                    | Tým                    | Soutěž                 | Z  | G | A | B | TM |
| ---------------------- | ---------------------- | ---------------------- | -- | - | - | - | -- |
| 2016                   | Česko 18               | MS-18                  | 5  | 1 | 2 | 3 | 2  |
| 2017                   | Česko 20               | MSJ                    | 5  | 0 | 1 | 1 | 2  |
| 2018                   | Česko 20               | MSJ                    | 7  | 2 | 1 | 3 | 25 |
| Juniorská reprezentace | Juniorská reprezentace | Juniorská reprezentace | 17 | 3 | 4 | 7 | 29 |